# Hayabusa 2
Hayabusa 2 (în japoneză はやぶさ2, literal „Șoim călător 2”) este o sondă spațială JAXA,  a agenției spațiale japoneze, lansată în decembrie 2014, care trebuie să studieze asteroidul 162173 Ryugu din iulie 2018 până în februarie 2019 și să aducă eșantioane pe Pământ, în decembrie 2020. 
Programul Hayabusa 2 continuă programul Hayabusa lansat în 2003. Acesta din urmă, în ciuda unor numeroase decepții, a reușit să aducă un mic eșantion de sol de pe un asteroid. Principalele caracteristici tehnice ale Hayabusa 2 sunt identice cu acelea ale predecesorului său. Hayabusa 2 se distinge prin metoda de colectare a eșantioanelor și transportul unui mic aterizor, MASCOT, furnizat de către agențiile spațiale germană (DLR) și franceză (CNES). Asteroidul studiat este de tip C, adică este susceptibil să conțină materii organice. Revenirea pe Terra a capsulei cu eșantioane de sol este prevăzută pentru 2020.

## Istoricul proiectului
În 2006 comisia japoneză pentru activități spațiale a acceptat să continue Misiunea de aducere de eșantioane pe Pământ Hayabusa, care era în curs. Inițial, caracteristicile sondei Hayabusa 2  trebuiau să fie practic identice cu acelea ale primei sonde spațiale, însă în iulie 2009, responsabilii proiectului au anunțat că noua sondă va utiliza o nouă metodă pentru colectarea eșantioanelor sprijinind trimitearea unui impactor. În august 2010, când capsula care conținea eșantioanele prelevate de Hayabusa reușiseră să ajungă, cu bine, pe Pământ (sfârșitul lui iunie 2010), agenția spațială japoneză a primit aprobarea guvernului de a porni dezvoltarea programului. Costul proiectului este estimat la 6,4 milliarde de yeni. În ianuarie 2012, industriașul NEC de la Tokyo, care realizase și prima sondă spațială, a început construirea sondei Hayabusa 2.  Proiectul a întâlnit probleme de finanțare, iar JAXA a început să caute parteneri. În iunie 2013, agențiile spațiale franceză (CNES) și germană (DLR) au anunțat că vor dezvolta împreună micul aterizor MASCOT (Mobile Asteroid surface SCOuT) care trebuie să fie depus de către Hayabusa 2 pe suprafața asteroidului, pentru a-i analiza solul.

## Asteroidul 162173 Ryugu

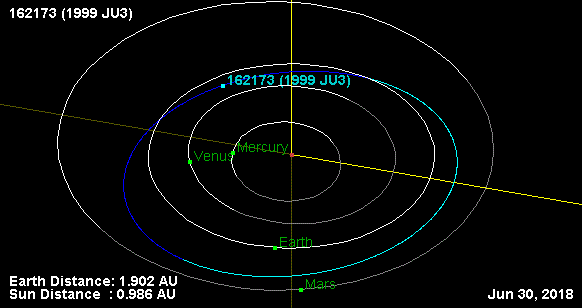
Orbita lui Ryugu.

Ținta sondei Hayabusa 2 este 162173 Ryugu, un asteroid de tip C. Contrar asteroidului 25143 Itokawa, vizitat de prima sondă spațială, care era de tip S, tipul C este susceptibil să conțină materii organice și constituie, prin urmare,  o țintă de alegere. Ryugu circulă pe o orbită similară cu aceea a asteroidului Itokawa și ajunge uneori relativ aproape de Pământ. Asteroidul are o formă aproape sferică, cu un diametru de circa 875 de metri. Perioada sa de rotație este de 7,63 de ore,  albedo-ul său de 0,047 este slab.

## Obiective științifice
Hayabusa 2, după ce s-a plasat pe orbită în jurul asteroidului, trebuie să studieze de la distanță caracteristicile acestuia, apoi să trimită o sondă de aterizare însărcinată să efectueze analize in situ, înainte de a efectua o prelevare de eșantioane care trebuie aduse pe Pământ.
Misiunea Hayabusa 2 are două obiective științifice:
- Studiul asteroidului la scară macroscopică pentru toate caracteristicile care pot fi măsurate la distanță cu instrumentele sondei spațiale: camere multispectrale, spectrometre pentru infraroșul apropiat, instrument pentru obținerea de imagini termice în infraroșu, altimetru laser;
- Studiul asteroidului la scară microscopică pornind de la eșantioanele aduse pe Pământ.

Micul aterizor MASCOT trebuie să permită efectuarea unei analize mineralogice in situ a solului asteroidului pentru a pune în evidență eventuale minerale hidratate și carbonați. Trebuie, de asemenea, să furnizeze contextul științific al observațiilor efectuate la distanță.

## Caracteristici tehnice ale sondei spațiale
Hayabusa 2 are caracteristici foarte apropiate de acelea ale precedentei sonde Hayabusa. Diferențele se referă îndeosebi la adăugarea unei a doua antene cu mare câștig, modificarea motoarelor ionice, transportarea micului aterizor MASCOT dezvoltat de agenția spațială germană DLR, sistemul de colectare de eșantioane care utilizează un impactor și modificările aduse sistemului de roți cu reacție. Masa sondei trece de la 510 kg la 600 kg, din care 100 kg de combustibil, iar dimensiunile corpului sondei spațiale trec de la 1,0 m × 1,6 m × 1,1 m la 1,0 m × 1,6 m × 1,25 m.
Hayabusa 2 este alimentată ecu energie prin panouri solare fixe desfășurate pe orbită (anvergura de 6 metri), care furnizează 2,6 kW la 1 Unite Astronomică de Soare. Propulsia principală utilizează 4 motoare ionice care produc 28 milinewtoni și utilizează xenon cu un impuls specific de 2.080 s furnizând un delta-V total de 2 km/s. Micile corecții de traiectorie și manevrele din apropierea Pământului și a asteroidului sunt efectuate cu ajutorul a 12 mici propulsoare chimice, care ard hidrazină, și care produc 20 newtoni. Controlul altitudinii este realizat cu ajutorul a 4 roți cu reacție, 2 vizoare de stele, 2 centrale cu inerție, 4 accelerometre și 4 senzori solari. Telecomunicațiile sunt asigurate prin două antene parabolice fixe cu mare câștig (una în banda X, iar cealaltă în banda Ka) și o antenă cu câștig mediu.

### Aterizorul MASCOT
Aterizorul MASCOT (Mobile Asteroid Surface SCOuT), dezvoltat de agenția spațială germană DLR cu o participare a agenției spațiale franceze CNES, derivă în parte din lucrările realizate pentru aterizorul Philae al sondei europene Rosetta și din studiile făcute în cadrul propunerii misiunii MarcoPolo-R. El trebuie să facă studii științifice in situ, la suprafața asteroidului. Este vorba despre o mașinărie de 10 kg din care 3 kg de sarcină utilă. Dimensiunile sale exterioare sunt de 0,3 m x 0,3 m x 0,2 m. Structura sa este realizată din fribre de carbon compozite. Protecția sa termică este pasivă fiind realizată dintr-o carcasă de aluminiu, care conține cartele electronice și o căptușeală termică multistratificată MLI. Este dotat cu o sursă de energie neregenerabilă (baterie de 220 Wh) care îi dă o durată de viață de circa 12 ore și îi permite să efectueze trei deplasări. MASCOT utilizează o masă excentrată situată la capătul unui braț care, pivotând, furnizează un moment suficient pentru deplasarea aterizorului. Acest sistem este folosit și la aterizare pentru a întoarce mașinăria, dacă e necesar, pentru a le permite instrumentelor de la bord să funcționeze în modul nominal. MASCOT dispune la bord de un calculator care-i permite să funcționeze într-un mod autonom și să comunice cu nava mamă prin intermediul a două antene omnidirecționale, situate pe două fețe opuse. Niște captatori, constituiți din detectoare termice și celule solare, sunt însărcinați să detecteze aterizarea, orientarea și mișcările la suprafața  asteroidului.

### Roverele MINERVA
Hayabusa 2 are la bord trei mici rovere MINERVA (A / 1B / 2) asemănătoare cu cel folosit de sonda precedentă Hayabusa. Sunt niște mici vehicule autopropulsate de 1,5 kg fiecare, care dispun de camere și termometre.

## Instrumente științifice

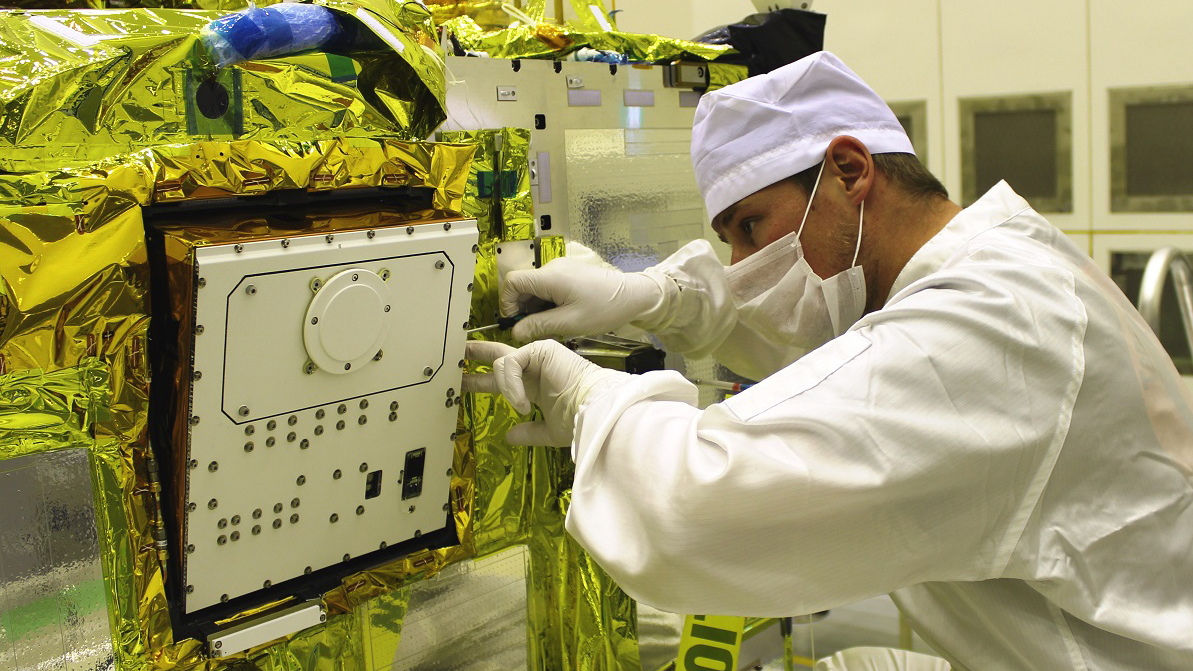
MASCOT este fixat pe sonda spațială.

Sarcina utilă este compusă în mare parte din instumente deja prezente pe prima sondă spațială Hayabusa,  dar și din noi instrumente.
- Camera pentru obținerea imaginilor multibandă ONC-I fonctionează în banda de la 0,1 la 1 microni. Camera este prevăzută cu două optici: un teleobiectiv cu un câmp optic de 5,7 x 5,7° și o optică normală de 57x 57°. Captatorul suportă 1024x1024 de pixeli. Instrumentul dispune de 7 filtre.
- Spectrometru în infraroșu apropiat NIRS3 (Near IR Spectrometer) lucrând în lungimile de undă între 1,7 și 3,4 microni răcit pasiv. Banda de 3 microni constituie și o noutate.
- Camera pentru obținerea imaginilor termice în infraroșu TIR (Thermal IR Imager) lucrând în lungimile de undă între 7 și 14 microni este un instrument dezvoltat pentru sonda  spre planeta Venus Akatsuki. Câmpul optic este de 12x16°, iar detectorul permite 320x240 de pixeli.
- Altimetrul laser LIDAR permite măsurarea distanțelor de la 50 m la 50 km.
- Rover Minerva II: acest mic rover similar cu acela de pe Hayabusa ar trebui să ducă camerele și termometrele.

Sistemul de colectare de eșantioane a fost revăzut în mare măsură pentru palierul problemelor întâlnite de colectorul utilizat de precedentul Hayabusa:
- Micul impactor SCI  (Small Carry-on Impactor) de 18 kg este nou. El are o încărcătură de explozivi care trebuie să accelereze o masă de 2 kg la 2 km/s. Aceasta din urmă, lovind solul asteroidului trebuie să creeze un crater cu diametrul de 2 metri și să ridice părți de sol care sunt culese. O cameră DCAM (Deployable Camera) derivată dintr-un instrument transportat de sonda spațială IKAROS trebuie să filmeze impactul.
- Sistemul de colectare în formă de corn a fost ameliorat în mai multe puncte: garnitura de etanșeizare, trei camere de stocare în loc de 2...

Aterizorul MASCOT   furnizat de agenția spațială germană cu o participare a CNES  duce cu sine 3 kg de sarcină utilă constituită din:
- microscop în infraroșu hiperspectral MicrOmega furnizat de CNES
- camera multispectrală cu câmp larg CAM dezvoltată de agenția spațială germană DLR
- magnetometru 3 axe MAG furnizat de Universitatea Tehnologică din Braunschweig
- radiometru MARA destinat să măsoare temperatura suprafeței și inerția termică a asteroidului; a fost dezvoltat de DLR.

## Desfășurarea misiunii

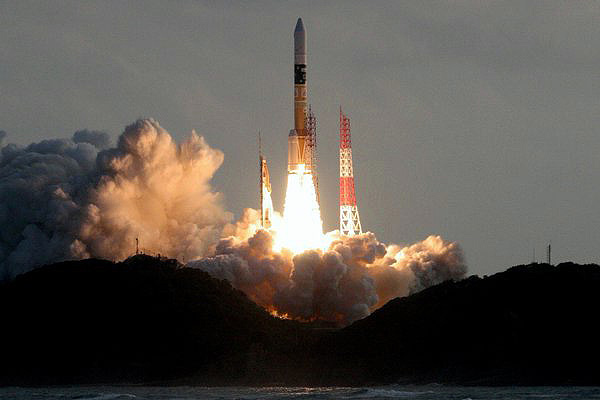
Lansarea sondei Hayabusa 2.

### Lansarea și voiajul până la asteroid (decembrie 2014 - iunie 2018)
Hayabusa 2 a fost lansată la 3 decembrie 2014 la 4h22 UTC, cu ajutorul rachetei H-IIA, de la Centrul Spațial Tanegashima. Lansatorul a dus cu sine în spațiu și alte trei mici obiecte, care au fost plasate, ca și Hayabusa 2, pe o orbită heliocentrică: PROCYON, o microsondă spațială de 59 kg, care trebuie să efectueze cel puțin un survol de asteroid, Shi'nen 2, un nanosatelit experimental de 15 kg, DESPATCH (Deep Space Amateur Troubadour’s Challenge), o operă artistică de 20 kg. Sonda spațială Hayabusa 2 a survolat Pământul la 3 decembrie 2015, ceea ce i-a permis,  mulțumită asistenței gravitaționale a acestuia, să câștige 1,6 km/s.

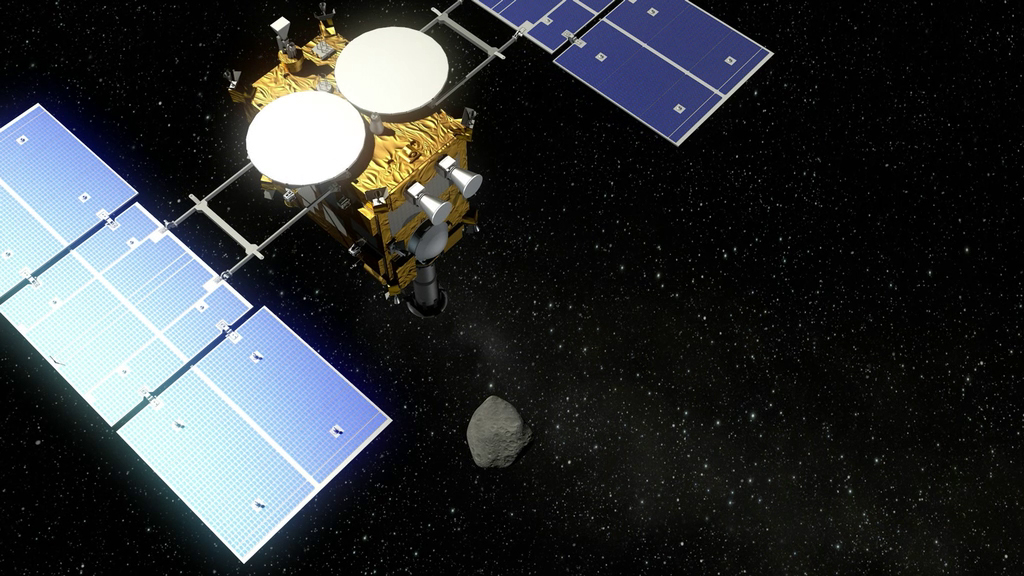
Hayabusa 2 survolează asteroidul Ryugu.

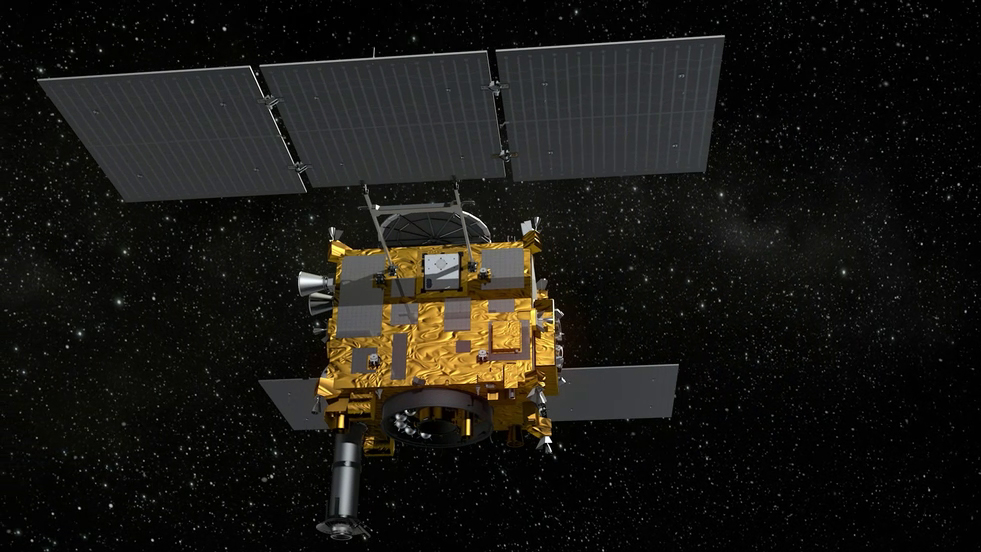
Hayabusa 2 cu sistemul său de prelevare desfășurat.

Sonda spațială sosește în apropierea asteroidului 1999 JU3  prin iulie 2018.

### Studierea asteroidului și recoltarea de eșantioane de sol (iulie 2018-decembrie 2019)
Hayabusa 2 petrece un an și jumătate aproape de asteroid. Din iulie 2018 până în 2019 sonda spațială studiază la distanță asteroidul cu instrumentele de la bord. În cursul primăverii 2019, cei 4 aterizori MASCOT și MINERVA se așează pe solul asteroidului și efectuează observațiile in situ în timpul scurtei lor durate de viață. În cursul aceleeași perioade, sonda spațială efectuează repetiții ale operațiilor de luare de eșantioane. Luarea de eșantioane se face în vara lui 2019.
Pentru realizarea colectării de eșantioane, sonda spațială se apropie de solul asteroidului și ajuns la 100 de metri de acesta trimite un marcator destinat pentru a-l ghida până la sol în așa fel încât să anuleze viteza orizontală (viteza verticală este anulată cu ajutorul altimetrului de la bord). Marcatorul este o sferă cu un diametru de 10 cm de circa 300 de grame umplută cu bile de aluminiu, al căror rol este să împrăștie energia cinetică în momentul impactului cu solul pentru evitarea unui ricoșeu. Sonda spațială iluminează atunci solul cu un flash a cărui lumină este reflectată de marcatorul acoperit cu o anvelopă metalică cu mai multe fațete. Analizând lumina reflectată, calculatorul de la bordul sondei spațiale îi poate măsura viteza orizontală. Ajuns la 30 de metri de sol, își aliniază orientarea  în raport cu topografia locală, apoi coboară și se așează pentru scurt timp.
Sistemul de colectare este utilizat pentru primirea unui prim eșantion de sol în timpul scurtei aterizări a sondei spațiale care ia imediat altitudine. Pentru cel de-al doilea eșantion se folosește un impactor pentru a se pemite prelevarea unui strat protejat de sol. Impactorul este slobozit la o bună distanță de asteroid, apoi sonda spațială navighează în așa fel încât asteroidul să se interpună între ea și impactor. O încărcătură explozivă dusă de impactor este declanșată: ea proiectează impactorul cu o viteză de 2 km/s pe solul asteroidului săpând un crater. O a doua campanie de prelevare este atunci efectuată, de data aceasta pe amplasamentul craterului săpat artificial.

### Aducerea eșantioanelor pe Pământ (decembrie 2019 - decembrie 2020
Hayabusa 2 își încheie observațiile la distanță în cursul toamnei lui 2019 și pornește spre Pământ în decembrie 2019. Capsula cu eșantioane este lăsată în vecinătatea Pământului în decembrie 2020, iar nava mamă (sonda spațială Hayabusa 2) se îndreaptă spre unul din  punctele Lagrange. Capsula își efectuează intrarea în atmosfera terestră cu o viteză de 11,6 km/s și aterizează, ca și în misiunea anterioară, în Australia. În cursul celor șase ani ai misiunii, sonda spațială își folosește timp de 1,5 ani motoarele ionice care i-au permis să-și modifice viteza de 2 km/s.

## Liens externes
- fr  Hayabusa 2 pe site-ul CNES misiuni științifice
- en  Pagină dedicată proiectului Hayabusa 2 pe site-ul JAXA
- en  Prezentarea misiunii (iulie 2014)
- en  Prezentarea misiunii (iunie 2013) Arhivat în 12 septembrie 2014, la Wayback Machine.